# Allium lagarophyllum
Allium lagarophyllum — вид рослин з родини амарилісових (Amaryllidaceae); ендемік Греції.

## Опис
Цибулини яйцюваті, 8–12 × 7–10 мм, вкриті коричневими оболонками. Квіткова стеблина 9–15 см заввишки, гладка, кругла в перерізі, 0.5–0.8 мм у діаметрі. Листки 10–18 см завдовжки. Суцвіття нещільне, малоквіткове. Листочки оцвітини від біло-рожевих до рожевих, серединні жилки зелені, зовнішні — 5.5–6 мм завдовжки й 2–2.3 мм ушир, внутрішні — 5–5.5 мм завдовжки й 1.6–1.8 мм ушир. Пиляки біло-жовті

## Поширення
Ендемік центральної Греції.